# Cylindroiulus infossus
Cylindroiulus infossus är en mångfotingart som beskrevs av Karl Wilhelm Verhoeff 1930. Cylindroiulus infossus ingår i släktet Cylindroiulus och familjen kejsardubbelfotingar. Inga underarter finns listade i Catalogue of Life.